# Vida Reluz (álbum)
Vida Reluz é o primeiro CD da banda Vida Reluz. Lançado em 1995, foi o CD que introduziu o grupo no cenário da música católica brasileira graças à música Perfeito é quem te criou. 
Ganhou o disco de ouro em seu lançamento, em 2006, na Expocatolica, junto com o álbum sucessor, Celebra a Vitória.

## Faixas
1. Acreditar no amor (Walmir Alencar) - Solo: Walmir Alencar
2. Obra Nova (Aluízio Faustino/Walmir Alencar/Carlos Ribeiro)
3. Vinde Espírito Santo (Walmir Alencar) - Solo: Rosana de Pádua
4. A paz que eu sempre quis (Walmir Alencar/Novos Precursores) - Solo: Walmir Alencar
5. Quem não te louvará? (Rodolfo Ribeiro) - Solo: Cidinha Moraes
6. Primeiros passos (Walmir Alencar) - Solo: Walmir Alencar e Luiz Palma
7. Blues do Senhor (Rodolfo Ribeiro) - Solo: Walmir Alencar
8. Ao eterno amor (Walmir Alencar) - Solo: Elaine Cristina
9. Venho Senhor (Rodolfo Ribeiro) - Solo:  Walmir Alencar e Elaine Cristina
10. Cumprirei (Rosana de Pádua) - Solo: Gilbert
11. De coração (Walmir Alencar) - Solo: Walmir Alencar
12. Perfeito é quem te criou (Walmir Alencar) - Solo: Elaine Cristina

## Ficha técnica
- Direção: M. T. Konzen
- Produção: Pe. Joãozinho, scj
- Arranjos e regência: Jobam
- Concepção vocal: Walmir Alencar
- Vida Reluz - Instrumental

Bateria: Erik Rodrigues
Baixo: Marcelo Soares
Violão/Guitarra: Luiz Palma e C. Henrique
Teclado: Gilbert
Sax: Marquinho
- Vocal Vida Reluz

Cidinha Moraes, Elaine Cristina, Gilbert, Luiz Palma, Rosana de Pádua e Walmir Alencar.
Músico convidado: Carmem (flauta)